# Weiss Manfréd Első Magyar Konzerv- és Ércárugyár
A Weiss Manfréd Első Magyar Konzerv- és Ércárugyár egy mára már megszűnt és elbontott budapesti élelmiszeripari nagyüzem volt.

## Története

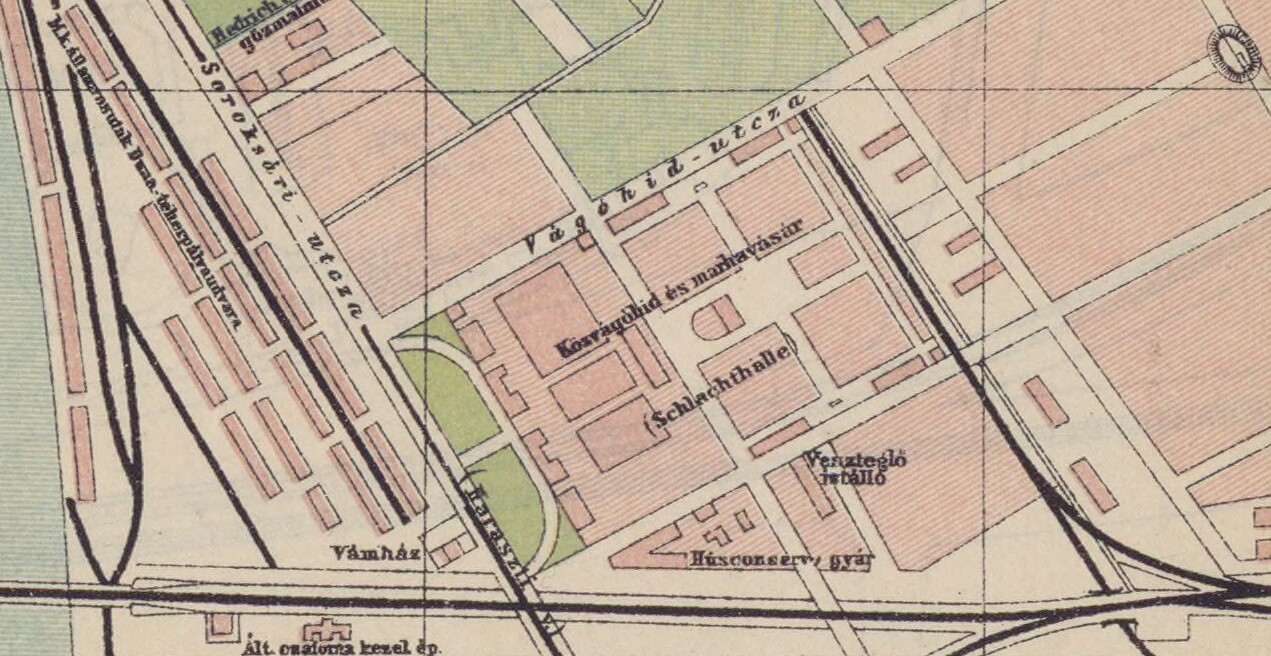
A gyár és környezete egy 1896-os Budapest-térkép részletén

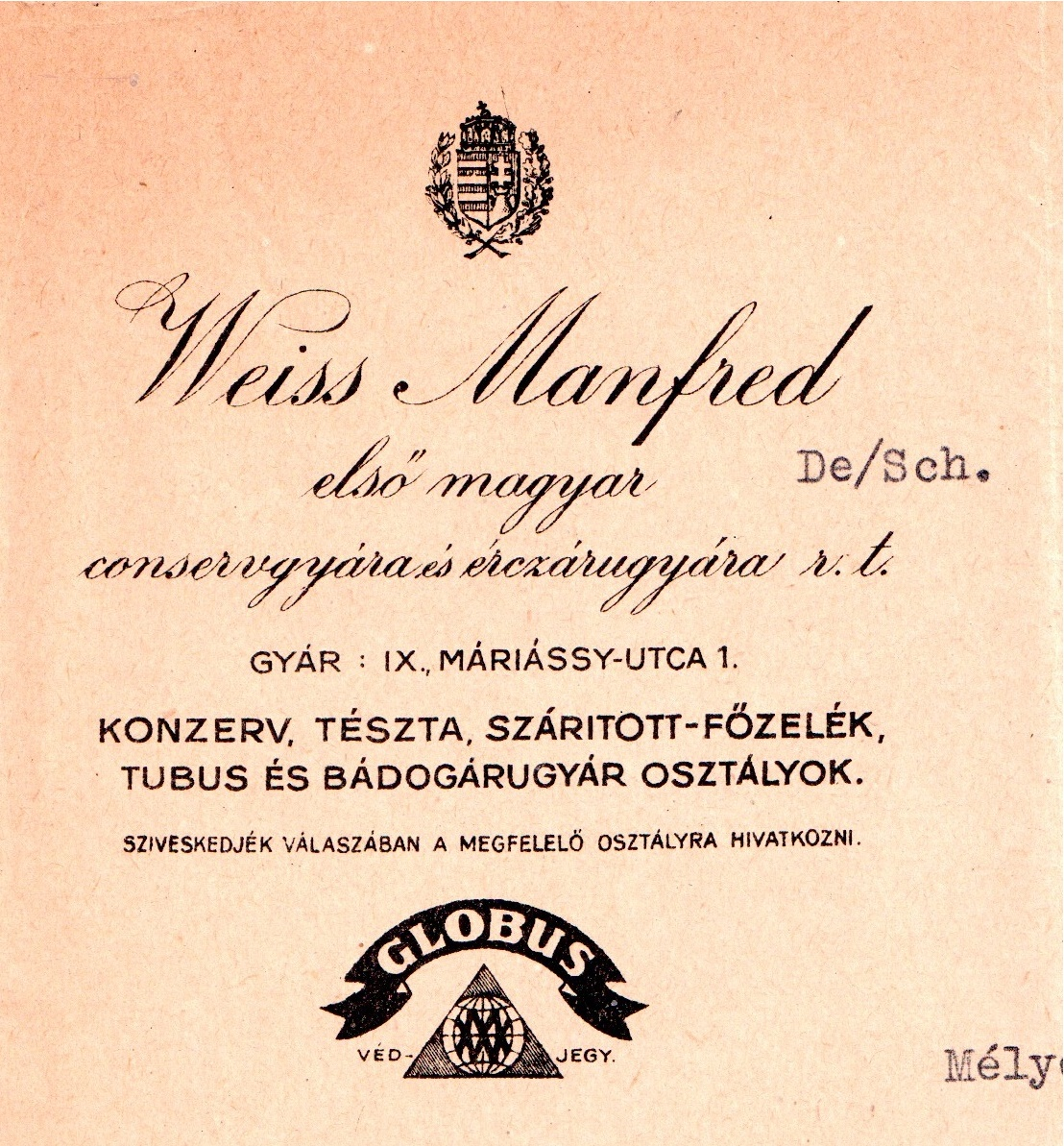
Weiss Manfréd Konzervgyár fejléces papír (1940-es évek)

Európában a 19. század végén lendült fel a konzervgyártás. Ennek keretében indult fejlődésnek a magyarországi konzervipar. A zsidó Weiss-család tagjai (Weiss Berthold és Weiss Manfréd) nyereséget láttak a konzervgyártásba való bekapcsolódásban, és 1882-ben (más források szerint 1883-ban) létrehozták első üzemüket a Budapest IX. kerületi Máriássy utcában. A szabálytalan háromszög alakú telek északnyugati oldalát a Máriássy utca határolta, északkeleti részén a Gubacsi út, déli oldalán az Összekötő vasúti hídra vezető nagyvasút töltése helyezkedett el. A gyár szomszédságában, a Máriássy utca túloldalán feküdt az 1872-ben felépült Budapesti Marhaközvágóhíd és Húsfeldolgozó Vállalat, míg a Gubacsi út túlsó oldalára épült jóval később, 1927-ben a Borjúvásárcsarnok.
1886-ban az üzemben 50—60 munkás dolgozott, az őszi és téli időszakban ez a szám 200—300 főre is emelkedett. 1895 körül a gyár már 300-400 munkást foglalkoztatott, gépeit egy 40 lóerős gőzgép hajtotta. Ebben az időben mindenféle húskonzerv volt a fő terméke.
Nem közismert, hogy ez a gyár korábbi volt, mint a híres Weiss Manfréd Acél- és Fémművek, a későbbi Csepel Művek (1895). A Csepeli gyár létrejöttekor sem szűnt meg a Máriássy utcai üzem, hanem tovább fejlődött. Termékei között (elsősorban a hadsereg által megvásárolt) főtt- és sült hús-, borjú pörkölt-, hétféle leveskivonat-, gyümölcs- és zöldségkonzerv, vegyesíz lekvárok, gyümölcsszörpök, később festékes- és cipőkrémes dobozok foglaltak helyet. Az első világháború idején az Osztrák–Magyar Monarchia katonáit jelentős részben a Konzerv- és Ércárugyár húskonzervjeivel látták el.
Az első világháború után egy időre a termelés visszaesett, de később a gyár ismét fejlődésnek indult. Ennek folyománya volt, hogy raktározási célra bérbe vették a közeli „Flóra” Szappangyár (Soroksári út 33.) üzemi épületeit. Bővült a termékválaszték: szárított zöldségekből készült „Julienne”-kocka, katonai kávé, marhasertéspörkölt, fekete lemezből készült kézi permetezők, olajos kannák, a gyár saját nyomdájában litográfusok által tervezett „Sougát” dobozok jelentek meg a kínálatban. 1938 és 1940 között tésztagyártó egységeket helyeztek üzembe. Az 1930-as években a gyár európai színvonalúnak volt mondható, jelentős külkereskedelemmel is rendelkezett (Anglia, Németország, Amerika). A második világháború időszakától az üzem dolgozóinak nagy részét nők tették ki. 1950-től a konzervgyár helyén „Fémművek” alakult, a konzerv termelési profilja a Maglódi úti – időközben a Máriássy utcai gyárral összevont – Globus Konzervgyár került.
1940-ben a Máriássy utca felhasználásával villamosvonal települt a gyár mellé, az 1990-es évekig fenn is maradt. A villamosvonal tulajdonképpen egy nagy méretű hurokvágány volt, amely a Gubacsi úti hálózatból indult ki, és a Máriássy utca, majd a Soroksári út érintésével kapcsolódott a (mára már elbontott) Vágóhíd kocsiszínbe, amelynek viszont szintén volt kapcsolata a Gubacsi út felé.
A gyárat az 1993-ban elkezdett Lágymányosi híd (ma: Rákóczi híd) és a hozzá kapcsolódó pesti úthálózat építése során bontották el. Helyén napjainkban autóparkoló és a híd feljárója osztozik.

## Archív felvételek a gyárról
- Máriássy u. (hampage.hu)
- Máriássy u. (hampage.hu)
- Máriássy u. (hampage.hu)
- Máriássy u. (hampage.hu)
- Máriássy u. (hampage.hu)
- Máriássy u. (hampage.hu)
- Máriássy u. (hampage.hu)
- Máriássy u. (villamosok.hu)
- Gubacsi út (villamosok.hu)
- a gyár alaprajza (térképvázlat az 1960-as évekből, villamosok.hu)
- légifelvétel (1990-es évek, villamosok.hu)